# Tour de Normandie 2014
Il Tour de Normandie 2014, trentaquattresima edizione della corsa, valido come prova del circuito UCI Europe Tour 2014 categoria 2.2, si svolge in sei tappe precedute da un prologo, dal 24 al 30 marzo 2014, su un percorso totale di 1 019,6 km, con partenza da Saint-Lô e arrivo a Caen. Fu vinto dallo svizzero Stefan Küng del BMC Development Team, che terminò la corsa in 23 ore 48 minuti e 54 secondi, alla media di 42,81 km/h.
Al traguardo finale di Caen 111 ciclisti conclusero il tour.

## Tappe
| Tappa  | Data     | Percorso                      | km      | Vincitore di tappa | Leader cl. generale |
| ------ | -------- | ----------------------------- | ------- | ------------------ | ------------------- |
| prol.  | 24 marzo | Saint-Lô (Cron. individuale)  | 3,6     | Stefan Küng        | Stefan Küng         |
| 1ª     | 25 marzo | Colombelles > Forges-les-Eaux | 200     | Thomas Moses       | Thomas Moses        |
| 2ª     | 26 marzo | Forges-les-Eaux > Elbeuf      | 149     | Dylan Groenewegen  | Thomas Moses        |
| 3ª     | 27 marzo | Elbeuf > Argentan             | 161     | Daniel McLay       | Thomas Moses        |
| 4ª     | 28 marzo | Domfront > Villers-Bocage     | 172     | Łukasz Wisniowski  | Łukasz Wisniowski   |
| 5ª     | 29 marzo | Gouville-sur-Mer > Carentan   | 184     | Marco Benfatto     | Łukasz Wisniowski   |
| 6ª     | 30 marzo | Torigni-sur-Vire > Caen       | 150     | Benoît Jarrier     | Stefan Küng         |
| Totale | Totale   | Totale                        | 1 019,6 |                    |                     |

## Squadre partecipanti
| N.      | Cod. | Squadra                      |
| ------- | ---- | ---------------------------- |
| 1-6     | BMD  | BMC Development Team         |
| 11-16   | RAL  | Team Raleigh                 |
| 21-26   | RDT  | Rabobank Development Team    |
| 31-36   | LDT  | Leopard Development Team     |
| 41-46   | VPC  | Riwal Cycling Team           |
| 51-56   | BSE  | Bretagne-Séché Environnement |
| 61-66   | TIK  | Itera-Katusha                |
| 71-76   |      | VC Rouen 76                  |
| 81-86   | ETI  | Etixx                        |
| 91-96   | GID  | Development T. Giant-Shimano |
| 101-106 |      | Vendée U-Pays de la Loire    |
| 111-116 | TSS  | Team Sparebanken Sør         |
| 121-126 | WIL  | Vérandas Willems             |

| N.      | Cod. | Squadra                     |
| ------- | ---- | --------------------------- |
| 131-136 |      | Sojasun Espoir              |
| 141-146 | AS2  | Continental Team Astana     |
| 151-156 |      | USSA Pavilly Barentin       |
| 161-166 | TJO  | Team Joker                  |
| 171-176 | FFU  | Firefighters Upsala CK      |
| 181-186 | SKT  | An Post-Chainreaction       |
| 191-196 | RCJ  | Rapha Condor                |
| 201-206 | CCD  | Team Differdange-Losch      |
| 211-216 |      | Lotto-Belisol U23           |
| 221-226 | MMM  | Team 3M                     |
| 231-236 |      | CC Nogent sur Oise          |
| 241-246 | RIJ  | Cyclingteam De Rijke-Shanks |

## Dettagli delle tappe

### Prologo
- 24 marzo: Saint-Lô – Cronometro individuale – 3,6 km

Risultati
| Pos. | Corridore       | Squadra       | Tempo |
| ---- | --------------- | ------------- | ----- |
| 1    | Stefan Küng     | BMC Devel.    | 5'02" |
| 2    | Sergey Nikolaev | Itera-Katusha | a 1"  |
| 3    | Tom Bohli       | BMC Devel.    | a 3"  |

| Pos. | Corridore       | Squadra       | Tempo |
| ---- | --------------- | ------------- | ----- |
| 1    | Stefan Küng     | BMC Devel.    | 5'02" |
| 2    | Sergey Nikolaev | Itera-Katusha | a 1"  |
| 3    | Tom Bohli       | BMC Devel.    | a 3"  |

### 1ª tappa
- 25 marzo: Colombelles > Forges-les-Eaux – 200 km

Risultati
| Pos. | Corridore          | Squadra     | Tempo    |
| ---- | ------------------ | ----------- | -------- |
| 1    | Thomas Moses       | Rapha       | 4h55'02" |
| 2    | Maarten van Trijp  | Rabobank    | a 17"    |
| 3    | Sondre Holst Enger | Sparebanken | s.t.     |

| Pos. | Corridore       | Squadra       | Tempo    |
| ---- | --------------- | ------------- | -------- |
| 1    | Thomas Moses    | Rapha         | 5h00'15" |
| 2    | Stefan Küng     | BMC Devel.    | a 6"     |
| 3    | Sergey Nikolaev | Itera-Katusha | a 7"     |

### 2ª tappa
- 26 marzo: Forges-les-Eaux > Elbeuf – 149 km

Risultati
| Pos. | Corridore         | Squadra       | Tempo    |
| ---- | ----------------- | ------------- | -------- |
| 1    | Dylan Groenewegen | De Rijke      | 3h29'09" |
| 2    | Mamyr Staš        | Itera-Katusha | s.t.     |
| 3    | Daniel McLay      | Lotto U23     | s.t.     |

| Pos. | Corridore       | Squadra       | Tempo    |
| ---- | --------------- | ------------- | -------- |
| 1    | Thomas Moses    | Rapha         | 8h29'24" |
| 2    | Stefan Küng     | BMC Devel.    | a 6"     |
| 3    | Sergey Nikolaev | Itera-Katusha | a 7"     |

### 3ª tappa
- 27 marzo: Elbeuf > Argentan – 161 km

Risultati
| Pos. | Corridore        | Squadra   | Tempo    |
| ---- | ---------------- | --------- | -------- |
| 1    | Daniel McLay     | Lotto U23 | 3h52'57" |
| 2    | Marco Benfatto   | CT Astana | s.t.     |
| 3    | Daniel Hoelgaard | Etixx     | s.t.     |

| Pos. | Corridore    | Squadra    | Tempo     |
| ---- | ------------ | ---------- | --------- |
| 1    | Thomas Moses | Rapha      | 12h22'25" |
| 2    | Stefan Küng  | BMC Devel. | a 3"      |
| 3    | Daniel McLay | Lotto U23  | a 6"      |

### 4ª tappa
- 28 marzo: Domfront > Villers-Bocage – 172 km

Risultati
| Pos. | Corridore         | Squadra    | Tempo    |
| ---- | ----------------- | ---------- | -------- |
| 1    | Łukasz Wisniowski | Etixx      | 4h00'59" |
| 2    | Erwann Corbel     | Bretagne   | s.t.     |
| 3    | Dylan Teuns       | BMC Devel. | s.t.     |

| Pos. | Corridore         | Squadra  | Tempo     |
| ---- | ----------------- | -------- | --------- |
| 1    | Łukasz Wisniowski | Etixx    | 16h23'36" |
| 2    | Bert-Jan Lindeman | Rabobank | a 2"      |
| 3    | Erwann Corbel     | Bretagne | a 10"     |

### 5ª tappa
- 29 marzo: Gouville-sur-Mer > Carentan – 184 km

Risultati
| Pos. | Corridore            | Squadra    | Tempo    |
| ---- | -------------------- | ---------- | -------- |
| 1    | Marco Benfatto       | CT Astana  | 4h03'49" |
| 2    | Kristoffer Skjerping | Team Joker | s.t.     |
| 3    | Romain Cardis        | Vendée U   | s.t.     |

| Pos. | Corridore         | Squadra  | Tempo     |
| ---- | ----------------- | -------- | --------- |
| 1    | Łukasz Wisniowski | Etixx    | 20h27'20" |
| 2    | Bert-Jan Lindeman | Rabobank | a 2"      |
| 3    | Erwann Corbel     | Bretagne | a 13"     |

### 6ª tappa
- 30 marzo: Torigni-sur-Vire > Caen – 150 km

Risultati
| Pos. | Corridore        | Squadra    | Tempo    |
| ---- | ---------------- | ---------- | -------- |
| 1    | Benoît Jarrier   | Bretagne   | 3h21'19" |
| 2    | Olivier Pardini  | V. Willems | s.t.     |
| 3    | Cédric Delaplace | Sojasun    | s.t.     |

| Pos. | Corridore        | Squadra    | Tempo     |
| ---- | ---------------- | ---------- | --------- |
| 1    | Stefan Küng      | BMC Devel. | 23h48'54" |
| 2    | Benoît Jarrier   | Bretagne   | a 4"      |
| 3    | Reidar Borgersen | Team Joker | a 8"      |

## Classifiche finali

### Classifica generale
| Pos. | Corridore          | Squadra      | Tempo     |
| ---- | ------------------ | ------------ | --------- |
| 1    | Stefan Küng        | BMC Devel.   | 23h48'54" |
| 2    | Benoît Jarrier     | Bretagne     | a 4"      |
| 3    | Reidar Borgersen   | Team Joker   | a 8"      |
| 4    | Matthieu Boulo     | Team Raleigh | a 9"      |
| 5    | Tom Bohli          | BMC Devel.   | s.t.      |
| 6    | Kévin Ledanois     | CC Nogent    | a 14"     |
| 7    | Huub Duyn          | De Rijke     | a 16"     |
| 8    | Olivier Pardini    | V. Willems   | a 18"     |
| 9    | Alex Kirsch        | Leopard Dev. | s.t.      |
| 10   | Fredrik Ludvigsson | Devel. Giant | s.t.      |

### Classifica a punti
| Pos. | Corridore         | Squadra   | Punti |
| ---- | ----------------- | --------- | ----- |
| 1    | Daniel McLay      | Lotto U23 | 53    |
| 2    | Marco Benfatto    | CT Astana | 48    |
| 3    | Erwann Corbel     | Bretagne  | 37    |
| 4    | Romain Cardis     | Vendée U  | 34    |
| 5    | Lukasz Wisniowski | Etixx     | 33    |

### Classifica scalatori
| Pos. | Corridore           | Squadra     | Punti |
| ---- | ------------------- | ----------- | ----- |
| 1    | Stef Van Zummeren   | Team 3M     | 33    |
| 2    | Guillaume Thévenot  | Vendée U    | 26    |
| 3    | Laurent Van Den Bak | An Post     | 15    |
| 4    | Clément Koretzky    | Bretagne    | 11    |
| 5    | César Bihel         | Differdange | 10    |

### Classifica giovani
| Pos. | Corridore          | Squadra      | Punti     |
| ---- | ------------------ | ------------ | --------- |
| 1    | Stefan Küng        | BMC Devel.   | 23h48'54" |
| 2    | Tom Bohli          | BMC Devel.   | a 9"      |
| 3    | Kévin Ledanois     | CC Nogent    | a 14"     |
| 4    | Alex Kirsch        | Leopard Dev. | a 18"     |
| 5    | Fredrik Ludvigsson | Devel. Giant | s.t.      |

### Classifica a squadre
| Pos. | Squadra                      | Tempo     |
| ---- | ---------------------------- | --------- |
| 1    | BMC Development Team         | 71h27'43" |
| 2    | Bretagne-Séché Environnement | a 20"     |
| 3    | Vérandas Willems             | a 47"     |
| 4    | Team Sparebanken Sør         | a 1'00"   |
| 5    | Team Raleigh                 | a 1'37"   |